# Vitek
Vitek var et ungdomsprogram om teknik og naturvidenskab, der blev sendt på Danmarks Radio i 1980'erne. Værten var Egon Schmidt sammen med Lisbet Hermansen.
I Gustne Gensyn fra 2006, blev programmet parodieret under navnet Lexitek med Michael "MC" Christiansen som vært.
I marts/april 2008 lagde Danmarks Radio et klip fra Vitek på deres hjemmeside DR Bonanza, og i dag ligger der to programmer på DR Gensyn.
Den 6. marts 2013 genopstod Vitek i nyt format, som en del af DR2s eftermiddagsaktualitetsprogram DR2 Dagen med Frederikke Ingemann og Jakob Illeborg som værter.